# 手柄山中央公園
手柄山中央公園（てがらやまちゅうおうこうえん）は、兵庫県姫路市にある総合公園。

## 概要
姫路の中心市街地に近い手柄山に開設された総合公園である。1942年（昭和17年）に9.2ヘクタールの「手柄山公園」として開設。1953年（昭和28年）、慰霊塔建立の起工を記念して「中央公園」に名称変更。1966年（昭和41年）に開催された姫路大博覧会のメイン会場となり、翌1967年（昭和42年）、博覧会の開催を記念して「手柄山中央公園」に名称変更。2025年（令和7年）4月1日、名称が「手柄山平和公園（てがらやまへいわこうえん）」に変更された。総面積38.17ヘクタールで、その規模は姫路市において姫路公園（面積68.1ヘクタール）に次ぐ。
公園内には、既存の太平洋戦全国戦災都市空爆死没者慰霊塔（1956年〈昭和31年〉竣工）および姫路球場（1959年〈昭和34年〉竣工）に加えて、博覧会以後に建設された平和資料館・水族館・温室植物園・武道館・文化センター（コンサートホール）・中央体育館・陸上競技場などの大型公共施設が数多く立地する。
1998年（平成10年）、国土交通省「手づくり郷土賞」を受賞した。
市民プール（1974年開業）やひめじ手柄山遊園（1977年開業）も立地していたが2020年9月に廃止された。

## 園内の施設
- サンクガーデン - 平面幾何学式庭園
- カスケード
- スリラー塔
- ロックガーデン
- 和風庭園（枯山水）
- 太平洋戦全国戦災都市空爆死没者慰霊塔 - 1956年（昭和31年）建立。
- 姫路市立姫路球場 - 1959年（昭和34年）竣工・開場[4]。2014年（平成26年）大規模改修。
- 姫路市立陸上競技場 - 1964年（昭和39年）竣工。
- 姫路市立水族館 - 1966年（昭和41年）開館。
- 姫路市文化センター - 1972年（昭和47年）開業。2021年（令和3年）閉館。
- 姫路市立手柄山温室植物園 - 1980年（昭和55年）開園。
- 姫路市立中央体育館 - 1988年（昭和63年）竣工。
- 兵庫県立武道館 - 2001年（平成13年）竣工。
- 姫路市平和資料館 - 1996年（平成8年）開館。
- 手柄山交流ステーション - 2011年（平成23年）開業。
- ひめじスーパーアリーナ - 2026年（令和8年）開業予定、現在整備中。

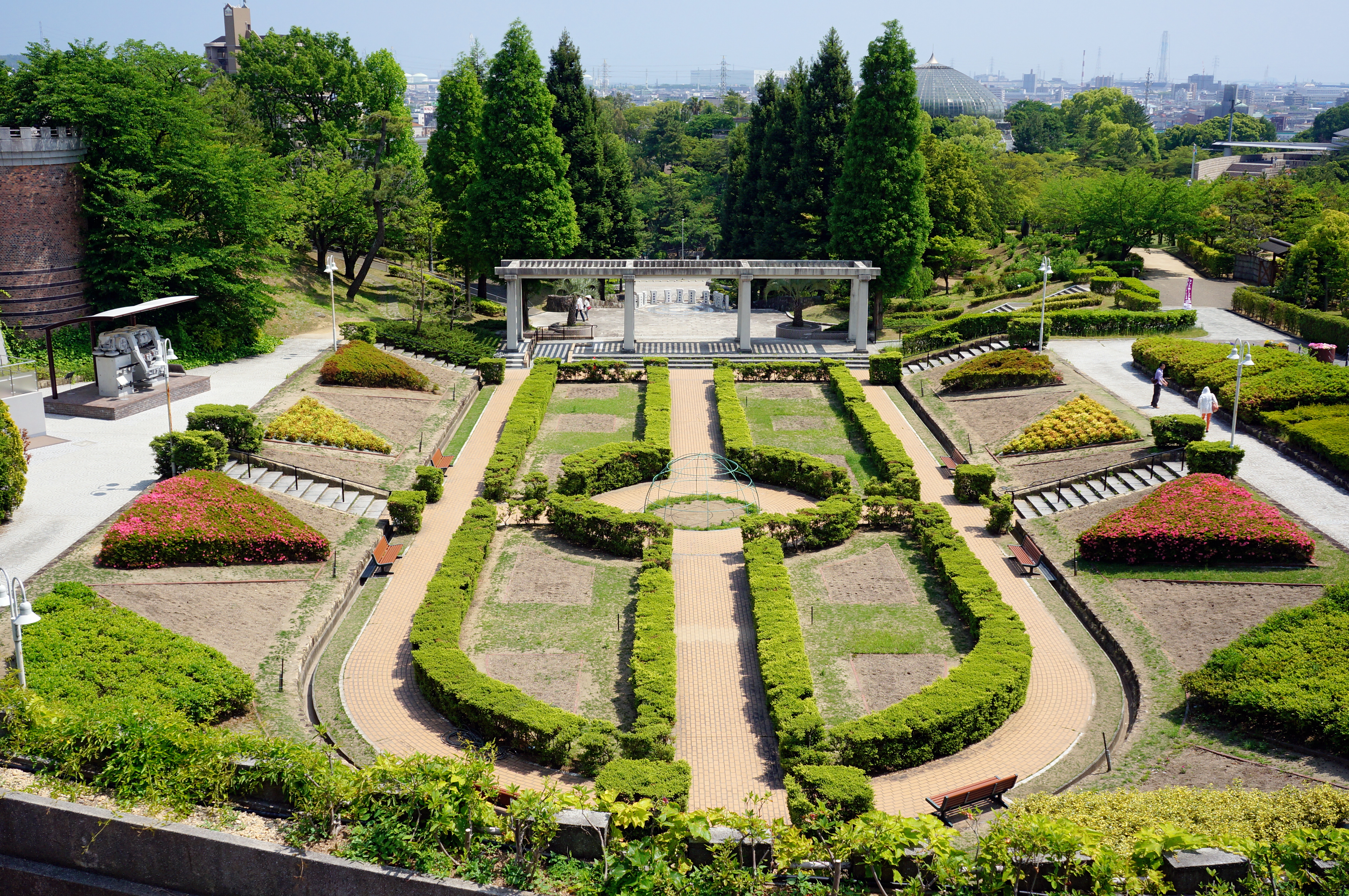
サンクガーデン
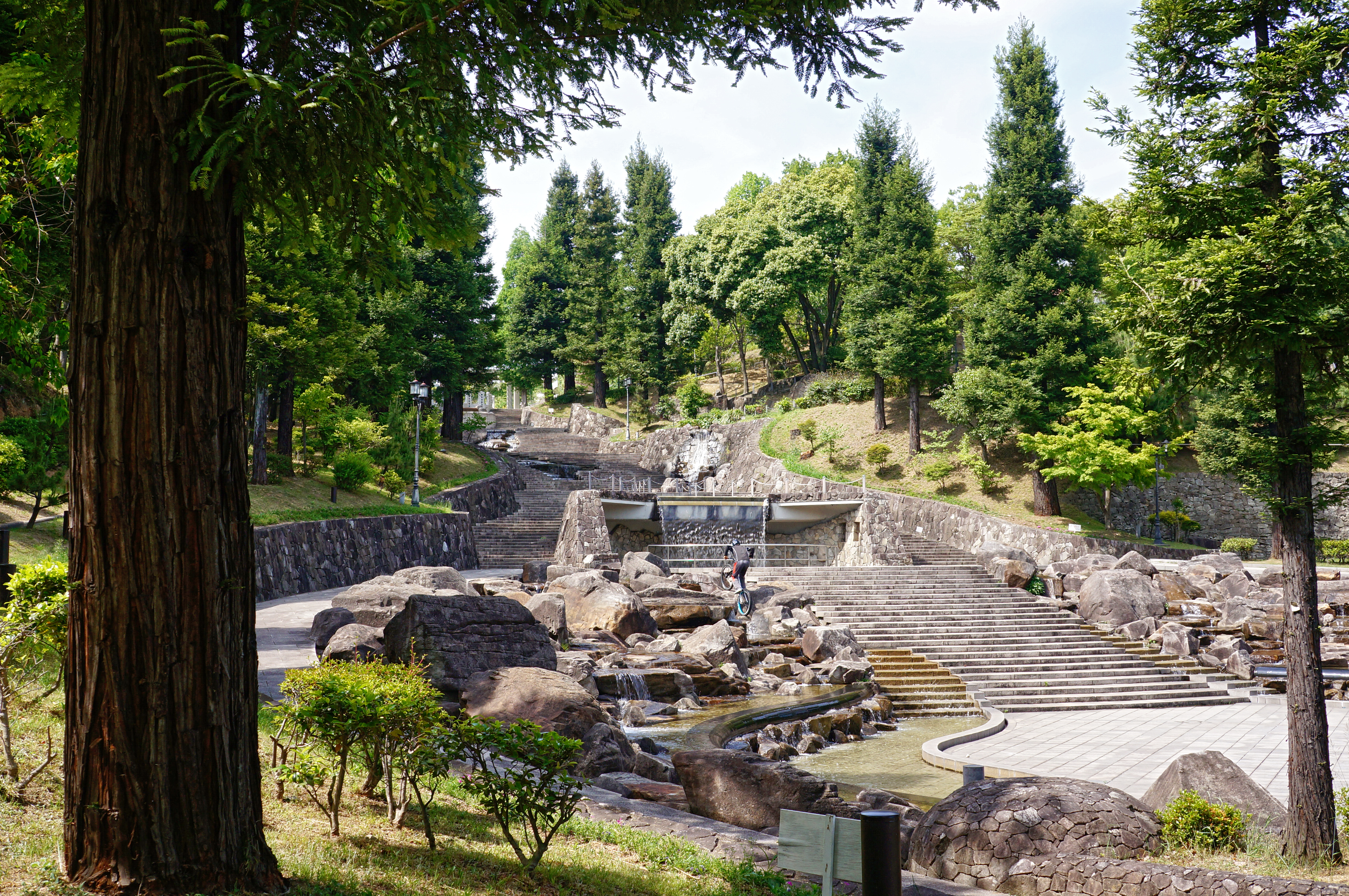
カスケード
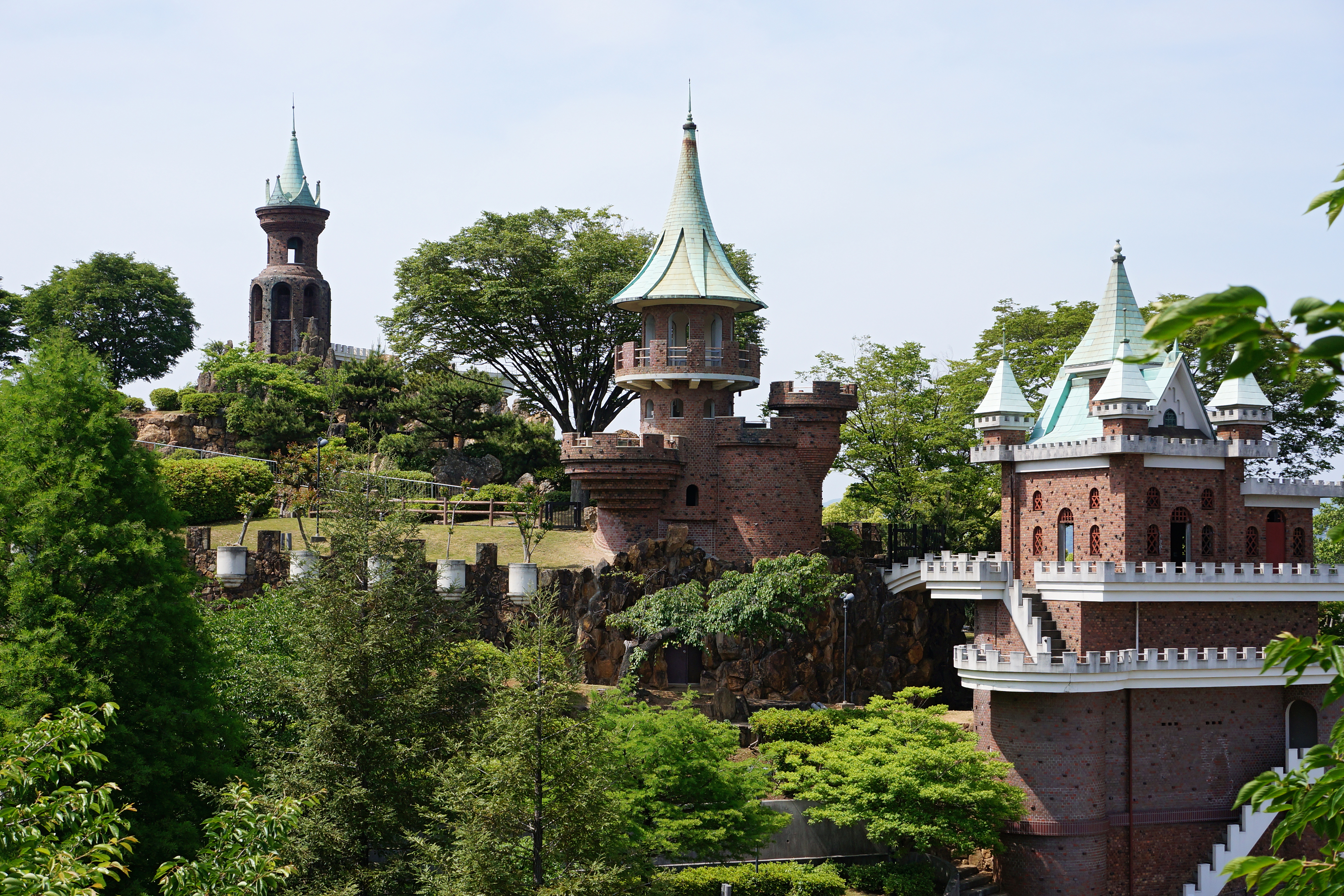
スリラー塔
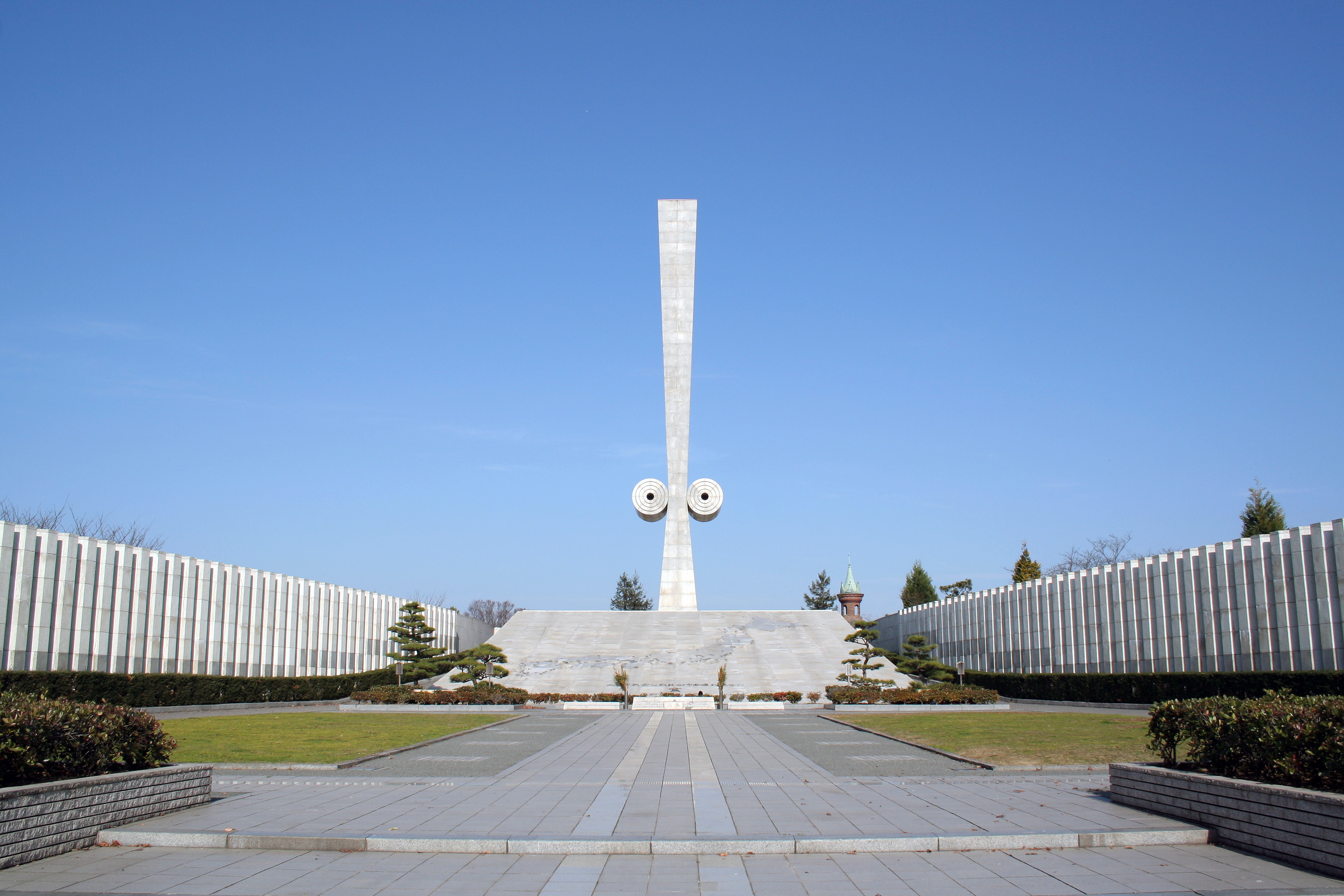
太平洋戦全国戦災都市空爆死没者慰霊塔
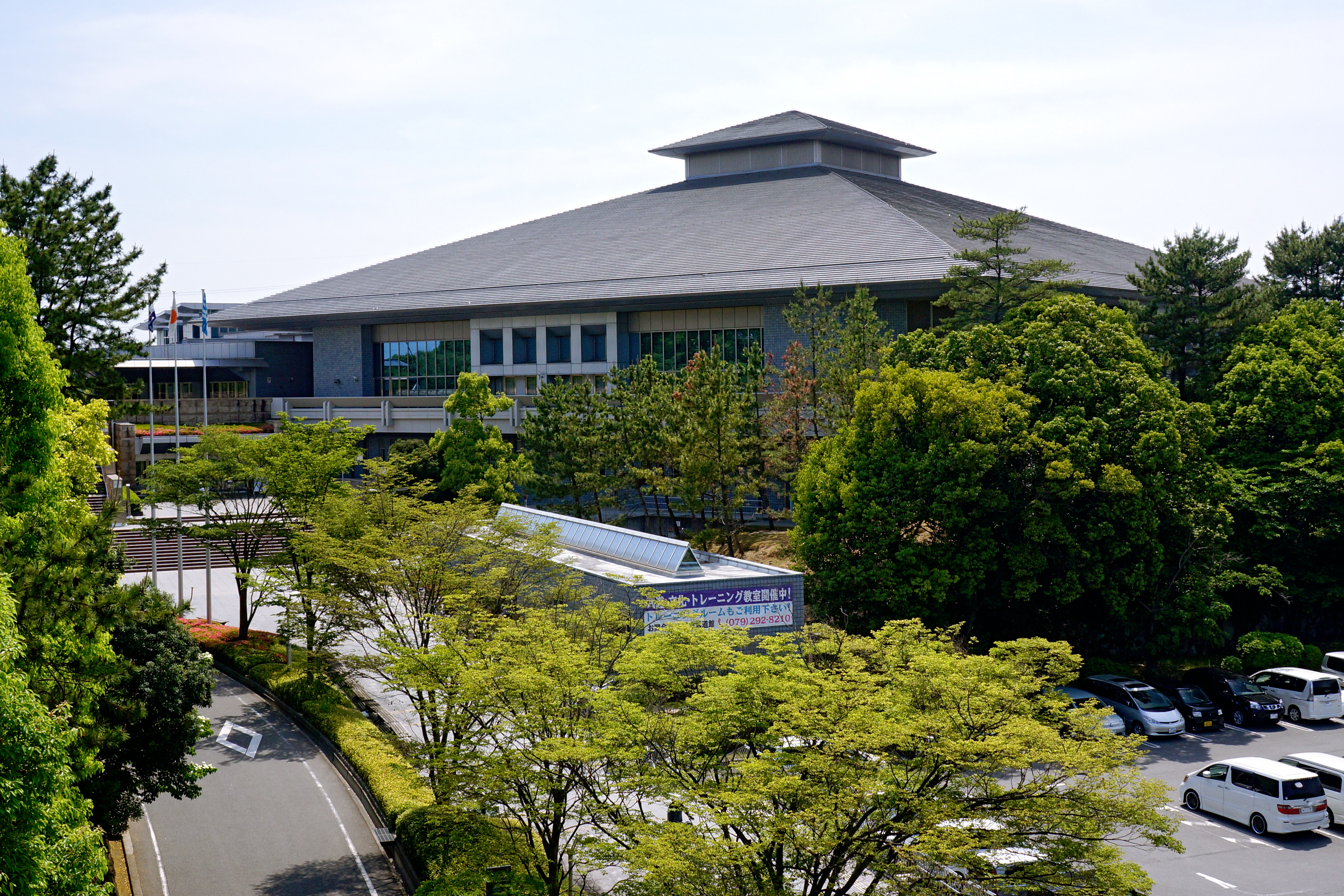
兵庫県立武道館
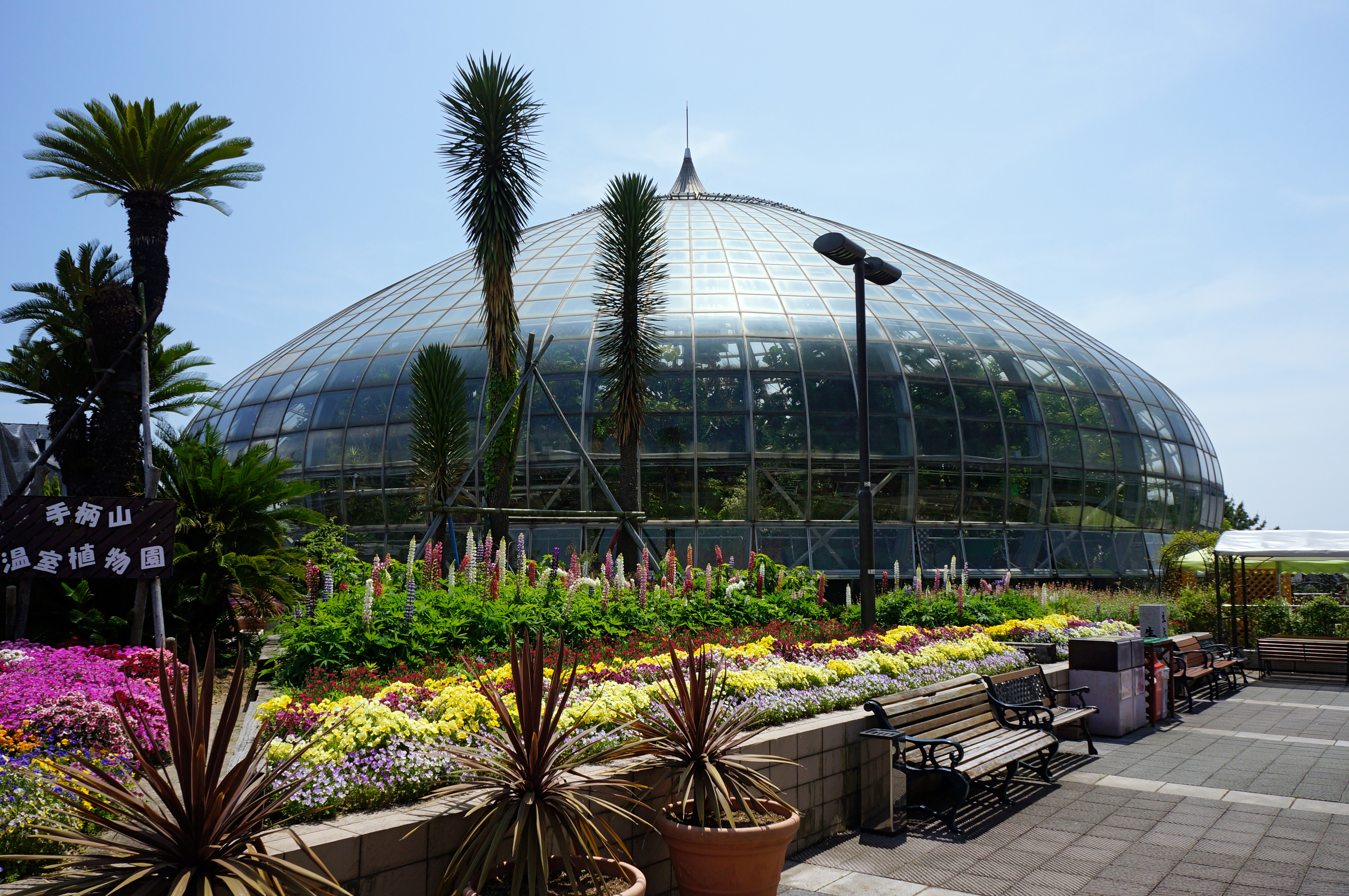
姫路市立手柄山温室植物園
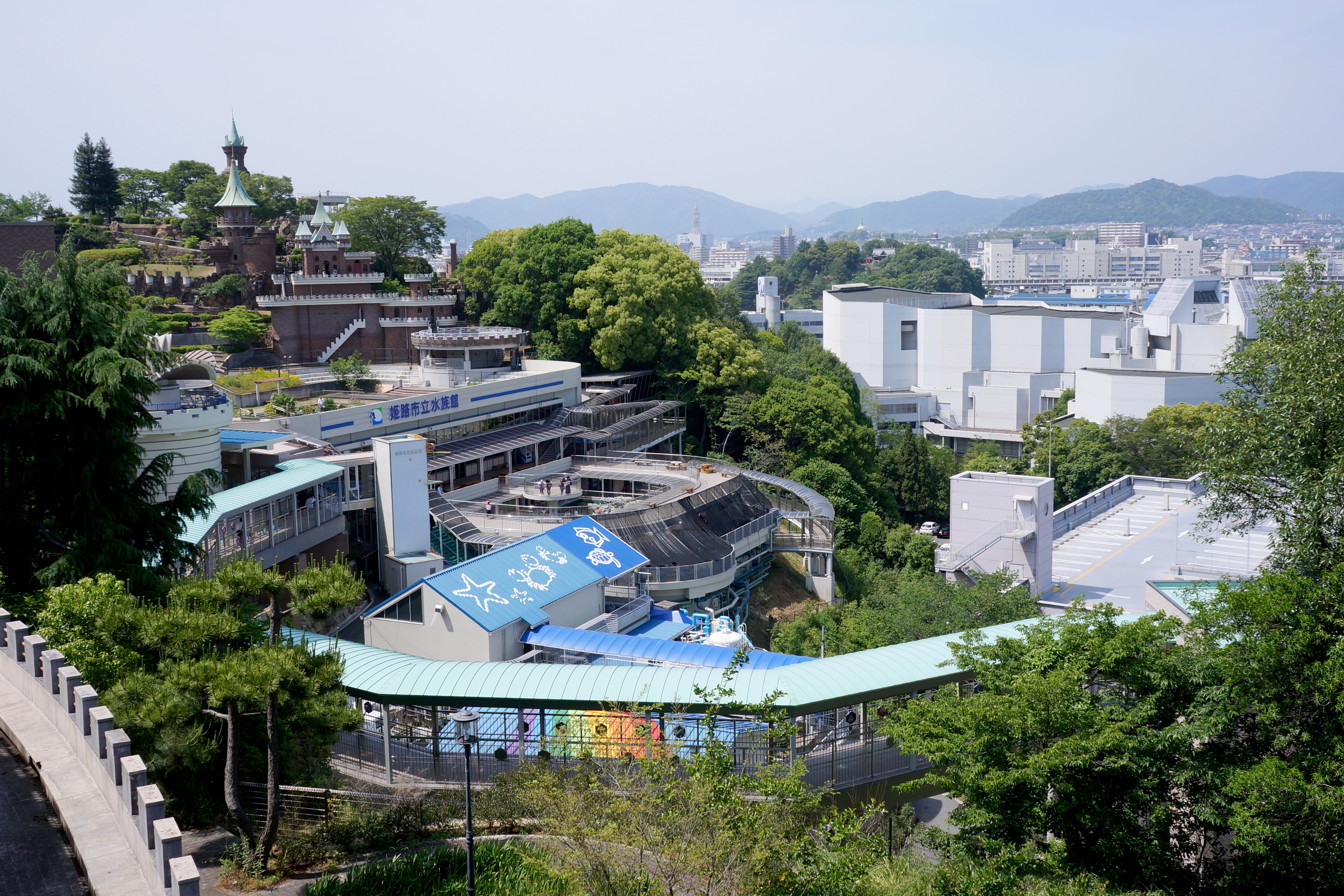
姫路市立水族館
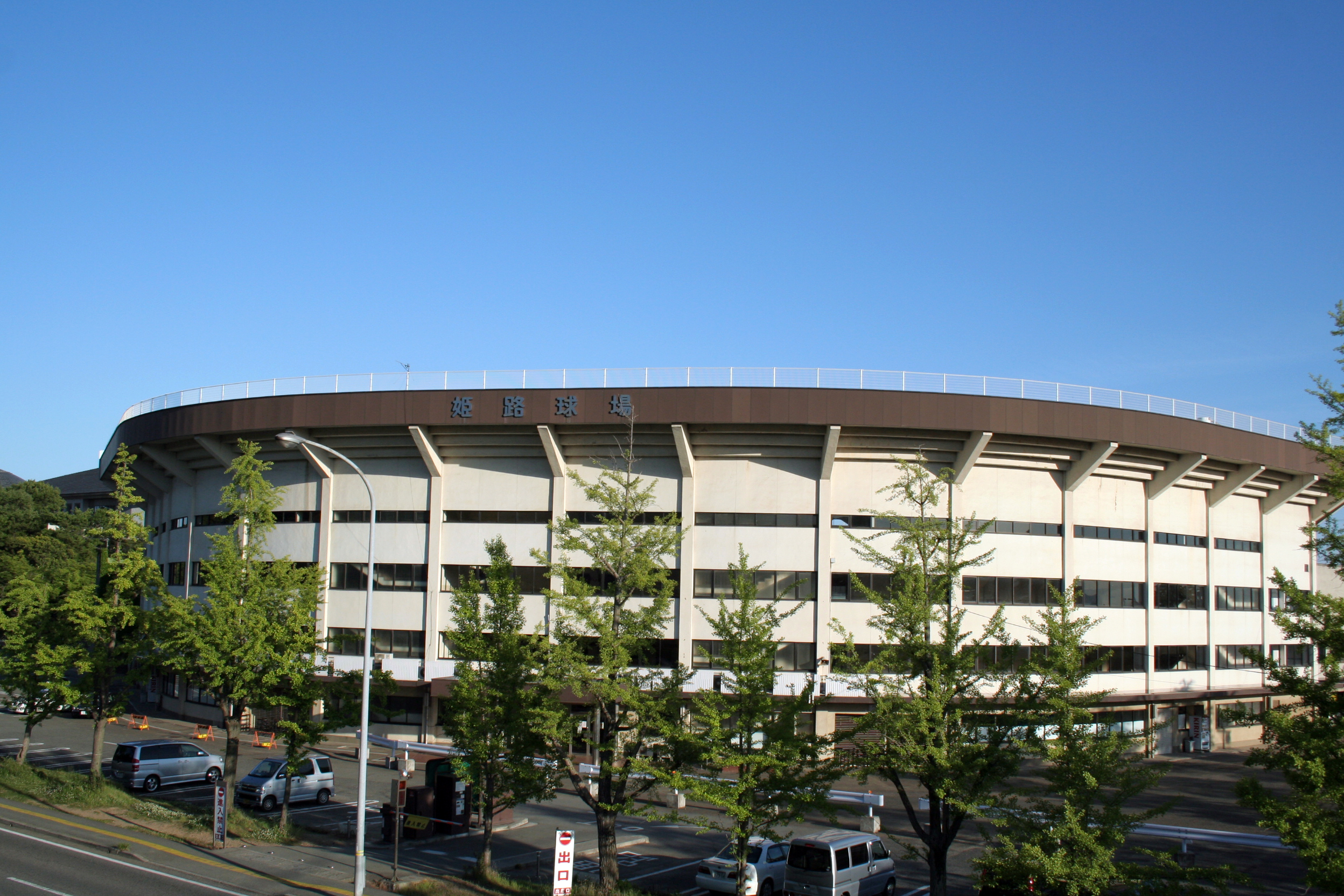
姫路市立姫路球場

## 再開発
公園内の施設を再整備する計画に基づき、手柄山遊園と回転展望台の廃止、体育館の新設や屋内プールの建設、既存施設の統廃合など再編（ひめじスーパーアリーナ）が進められている。
- 回転展望台（姫路博テーマ塔） - 1966年（昭和41年）4月開業。全高24m[9]。 2018年（平成30年）3月25日をもって中の展望レストランの営業を終了、内部への立ち入りは禁止、モニュメントとして残る[10]。
- ひめじ手柄山遊園・市民プール - 1974年（昭和49年）に市民プール、1977年（昭和52年）に手柄山遊園が開設された[6]。手柄山遊園や市民プールなどは2020年9月6日に閉園となった[6]。

## 手柄ザクラ
当公園で1996（平成8年）3月、花弁数が10枚で二重咲のカスミザクラ（後述の発見者はカスミザクラ系としている）が植物学者の室井綽により発見され、発見者により「フタエカスミザクラ」と命名された。その後所在不明となったこともあったが、2015年（平成27年）4月頃に当公園内の手柄山温室植物園職員により再発見された。
カスミザクラには半八重咲の既存の品種・ハンヤエカスミザクラがあるが、その品種のように雄蕊が花弁化した旗弁で擬八重状を呈しているわけではなく真の花弁自体が多いこと、花弁先端の切込みが少ないこと、雌蕊が雄蕊より長いことなどの点で区別される。
このため、姫路市は2020年（令和2年）1月に公益財団法人日本花の会に新種認定を申請し、2021年（令和3年）5月13日に新品種「手柄ザクラ」として認定された。なお、Cerasus leveilleanaはカスミザクラの学名であり、手柄ザクラは新種ではなく、あくまでカスミザクラの新「品種」である。

## 交通アクセス
- 手柄駅（山陽電気鉄道本線）より徒歩10分。
- 神姫バス「中央公園」下車すぐ。

当公園の北西を山陽本線が走っており、2026年春に新駅「手柄山平和公園駅」の開業を予定している（山陽本線#新駅設置計画も参照）。

## 周辺
- 生矢神社（隣接）
- 灘菊酒造
- 亀山本徳寺